# Hori (Ptah-főpap)

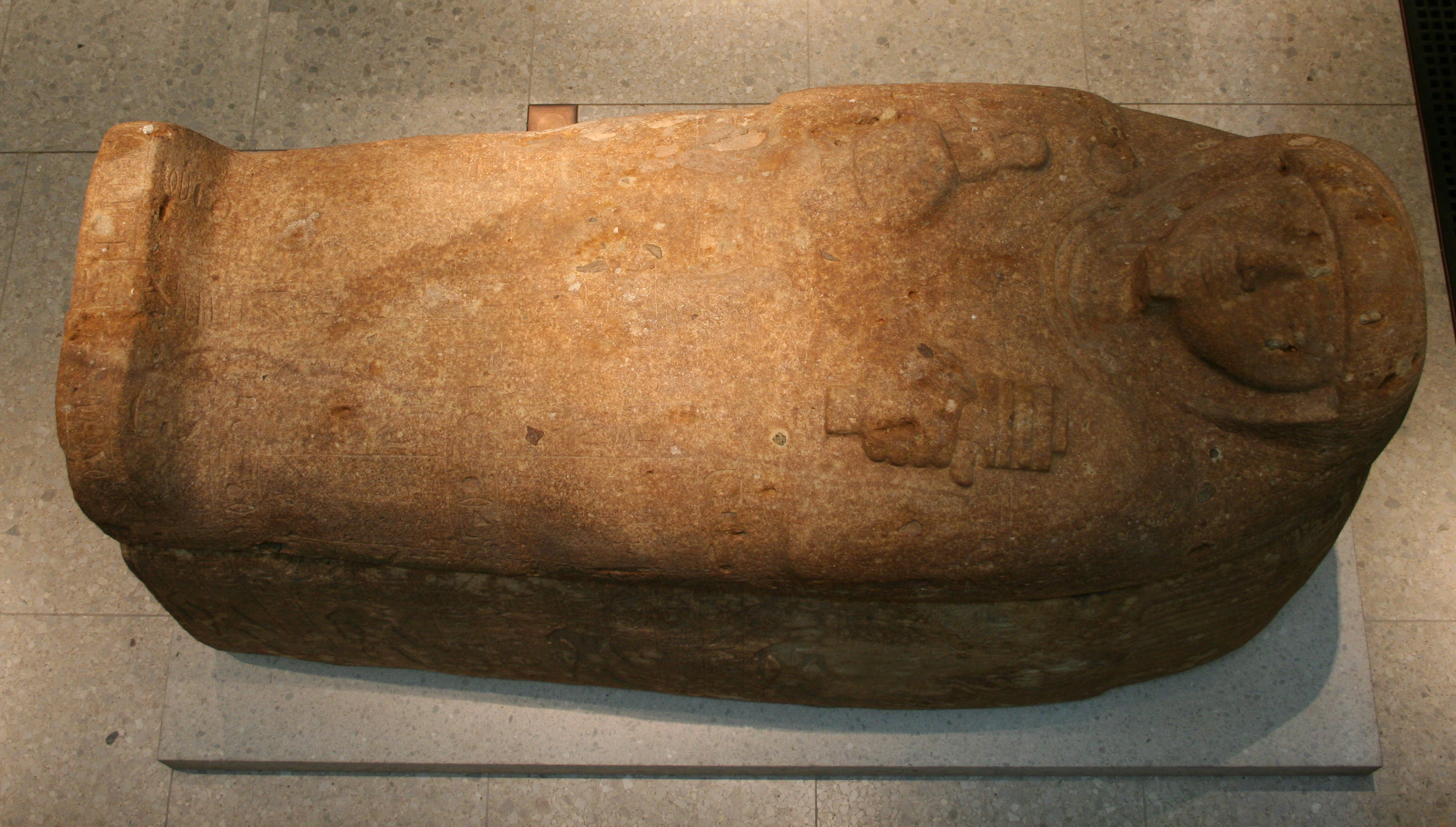
Hori szarkofágja Berlinben

Hori ókori egyiptomi pap, Ptah főpapja Memphiszben a XIX. dinasztia idején, II. Ramszesz uralkodásának végén.
Apja II. Ramszesz és Iszetnofret fia, Haemuaszet herceg, szintén Ptah memphiszi főpapja. Két testvére ismert: bátyja Ramszesz, Ptah szem-papja, húga, Iszetnofret lehetséges, hogy nagybátyjuk, Merenptah fáraó azonos nevű feleségével azonos. Horinak egy fia ismert, szintén Hori, akit apjával együtt ábrázolnak egy sztélén, ő vezír lett. Hori nem közvetlenül követte apját a főpapi székben; Haemuaszetnek az 55. uralkodási évben bekövetkezett halála után II. Paréhotep lett a főpap, aki a Haemuaszet előtt főpapként szolgáló Pahemneter és Didia fia, illetve öccse volt. Hori őutána kapta meg a főpapi kinevezést.
Horit említik egy oszlopon, mely eredetileg szakkarai sírjában állt (ma a kairói Egyiptomi Múzeumban), ezen szerepel, hogy Haemuaszet fia. Szintén említik a királyi hárem írnoka, Ptahemwia egy memphiszi sztéléjén (ma a British Museumban, (BM 167). Egy szarkofág, ami feltehetőleg az övé, ma Berlinben található, feltételezett kanópuszedényei a British Museumban és Liège-ben.

## Fordítás
- Ez a szócikk részben vagy egészben  a   Hori (High Priest of Ptah) című angol Wikipédia-szócikk ezen változatának fordításán alapul.  Az eredeti cikk szerkesztőit annak laptörténete sorolja fel. Ez a jelzés csupán a megfogalmazás eredetét és a szerzői jogokat jelzi, nem szolgál a cikkben szereplő információk forrásmegjelöléseként.